# Neuralterapia
Ten artykuł opisuje teorie, metody lub czynności niezgodne ze współczesną wiedzą medyczną.
Neuralterapia – metodę tę opracowali w latach 20. XX wieku dwaj niemieccy lekarze o nazwisku Huneke, bracia Ferdynand i Walter. Pierwszy z nich podczas dożylnego podawania pacjentce leku na reumatyzm, zawierającego prokainę, zaobserwował, że zastrzyk w sposób natychmiastowy usunął chroniczną migrenę pacjentki. Wkrótce lekarz przekonał się, że zastrzyki ze środków znieczulających, takich jak prokaina, mogą szybko likwidować rozmaite dolegliwości bólowe, jeśli tylko substancję wstrzyknie się w odpowiednie miejsce.
Neuralterapia:
- likwiduje bóle oczu i zaburzenia zmysłu wzroku,
- leczy ostre i chroniczne dolegliwości bólowe, szczególnie migreny, nerwobóle,
- leczy schorzenia układu oddechowego, takie jak astma oskrzelowa, chroniczne zapalenie oskrzeli, alergie

Przeczytaj ostrzeżenie dotyczące informacji medycznych i pokrewnych zamieszczonych w Wikipedii.